# Celtis luzonica
Celtis luzonica är en hampväxtart som beskrevs av Otto Warburg. Celtis luzonica ingår i släktet Celtis och familjen hampväxter. Inga underarter finns listade i Catalogue of Life.